# Мяньнин
Мяньни́н (кит. упр. 冕宁, пиньинь Miǎnníng) — уезд Ляншань-Ийского автономного округа провинции Сычуань (КНР).

## История
Уезд был образован при империи Цин в 1728 году.
В 1939 году была образована провинция Сикан, и уезд вошёл в её состав. В 1950 году уезд вошёл в состав Специального района Сичан (西昌专区). В 1955 году провинция Сикан была расформирована, и Специальный район Сичан был передан в состав провинции Сычуань. В 1970 году Специальный район Сичан был переименован в Округ Сичан (西昌地区).
В 1978 году Округ Сичан был расформирован, и уезд вошёл в состав Ляншань-Ийского автономного округа.

## Административное деление
Уезд Мяньнин делится на 11 посёлков, 26 волостей и 1 национальную волость.